# كفر الجزائر
قرية كفر الجزائر هي إحدى القرى التابعة لمركز قلين في محافظة كفر الشيخ في جمهورية مصر العربية. حسب إحصاءات سنة 2006، بلغ إجمالي السكان في كفر الجزائر 3176 نسمة، منهم 1652 رجل و1524 امرأة.